# Magnus Carlsen Tour
Magnus Carlsen Chess Tour hoặc Magnus Carlsen Tour (tiếng Việt: Chuỗi giải đấu cờ vua Magnus Carlsen) là một chuỗi giải đấu cờ nhanh online (trên mạng Internet) diễn ra trong năm 2020. Giải đấu mang tên đương kim vua cờ Magnus Carlsen, do công ty của anh tổ chức. Tổng cộng tiền thưởng của chuỗi giải là 1 triệu đô la Mỹ. Giải đấu mời các kỳ thủ hàng đầu thế giới tham dự. Carlsen vô địch 3 trong 4 giải đấu của tour và vô địch cả giải đấu Finals cuối cùng, sau khi vượt qua Hikaru Nakamura 4–3 tại chung kết.

## Bối cảnh
Trong hoàn cảnh đại dịch COVID-19 lan tràn, hàng loạt giải đấu cờ vua truyền thống phải hủy hoặc hoãn. Giải đấu lớn cuối cùng diễn ra trong đợt dịch là Giải đấu Ứng viên 2020 cũng phải ngưng giữa chừng. Cờ vua là một môn thể thao có thể thi đấu qua mạng Internet, vì vậy trong thời gian cách ly vì dịch bệnh, có nhiều giải đấu online được tổ chức.
Trong thời gian cách ly, ban đầu vua cờ Magnus Carlsen cùng công ty của anh đứng ra tổ chức một giải mời online với thể thức cờ nhanh, gồm bản thân Carlsen cùng 7 kỳ thủ mời khác, mang tên Magnus Carlsen Invitational (Giải mời Magnus Carlsen) với quỹ thưởng lập kỷ lục mới của một giải đấu online là 250 ngàn đô la Mỹ. Với thành công của giải đấu này, cùng với việc thu hút được các nhà tài trợ, ban tổ chức giải đã phát triển thành một chuỗi giải, mang tên Magnus Carlsen Tour, thêm 3 giải đấu nữa, cùng một giải Tour Finals chung cuộc, dành cho 4 kỳ thủ vô địch 4 giải đấu. Thể thức này có phần tương tự Grand Chess Tour, một chuỗi giải tổ chức thường niên bị hủy vì dịch bệnh, có các giải đấu thành phần và một giải đấu Final cũng gồm 4 kỳ thủ có điểm tích lũy cao nhất.
Tổng tiền thưởng của cả hệ thống giải lên tới 1 triệu đô la Mỹ, riêng giải Tour Finals là 300 nghìn đô la, đều lập kỷ lục về tiền thưởng của một chuỗi giải online và một giải online riêng biệt.

## Thể thức
Chuỗi giải đấu này chơi theo thể thức cờ nhanh, mỗi ván đấu 15 phút + 10 giây tích lũy. Giải đấu đầu tiên gồm 8 kỳ thủ, hai giải đấu sau gồm 12 kỳ thủ, giải cuối cùng 10 kỳ thủ. Mỗi giải đều thi đấu vòng bảng chọn ra 4 (giải đầu tiên và giải thứ tư) hoặc 8 kỳ thủ (giải thứ hai và ba) đánh loại trực tiếp. Các giải đấu đều thi đấu trên nền tảng Chess24.com, là một trong những trang web hàng đầu về cờ vua mà công ty của Magnus Carlsen đã sở hữu trước đó.
Ở giải đầu tiên và giải thứ tư, các trận đấu vòng bảng là một trận đấu nhỏ. Mỗi trận đấu nhỏ gồm 4 ván cờ nhanh. Nếu hòa sau 4 ván cờ nhanh đánh một ván Armageddon. Kỳ thủ giành chiến thắng hai trận đấu nhỏ là người thắng chung cuộc. Mỗi trận thắng không cần tie-break đạt 3 điểm, thắng bằng tie-break 2 điểm, thua tie-break 1 điểm và thua không tie-break 0 điểm. Vòng bảng nếu hòa các kỳ thủ phân định thứ hạng bằng điểm ván. Ở hai giải thứ hai và ba, các ván đấu vòng bảng là một ván cờ nhanh.
Các trận đấu vòng loại trực tiếp gồm 3 trận đấu nhỏ. Ở hai giải đầu tiên, mỗi trận đấu nhỏ nếu hòa sẽ phân định thắng thua bằng một ván Armageddon. Ở hai giải sau, mỗi trận đấu nhỏ nếu hòa sẽ phân định bằng hai ván cờ chớp, trước khi đánh một ván Armageddon nếu chưa phân thắng bại.

## Kết quả các giải đấu
| Giải                        | Ngày                   | Quỹ thưởng (đô la Mỹ) | Số kỳ thủ | Vô địch        | Á quân             |
| --------------------------- | ---------------------- | --------------------- | --------- | -------------- | ------------------ |
| Magnus Carlsen Invitational | 10 tháng 4 - 3 tháng 5 | 250 000               | 8         | Magnus Carlsen | Hikaru Nakamura    |
| Lindores Abbey Challenge    | 19 tháng 5 - 3 tháng 6 | 150 000               | 12        | Daniil Dubov   | Hikaru Nakamura    |
| Chessable Online Masters    | 20 tháng 6 - 5 tháng 7 | 150 000               | 12        | Magnus Carlsen | Anish Giri         |
| Legends of Chess            | 21 tháng 7 - 5 tháng 8 | 150 000               | 10        | Magnus Carlsen | Ian Nepomniachtchi |
| Tour Finals                 | 9-20 tháng 8           | 300 000               | 4         | Magnus Carlsen | Hikaru Nakamura    |

### Magnus Carlsen Invitational
8 kỳ thủ tham dự thi đấu vòng tròn một lượt 7 trận đấu. Top 4 đánh loại trực tiếp chọn ra nhà vô địch. Phân hạng ở vòng bảng dựa trên đối đầu, sau đó đến điểm ván.
Mỗi trận đấu vòng bảng, cũng như vòng loại trực tiếp gồm 4 ván cờ nhanh. Nếu hòa thi đấu một ván Armageddon phân định thắng thua.
Carlsen vô địch sau khi thắng Nakamura 2,5–1,5 ở chung kết.
Vòng bảng
| TT | Kỳ thủ                 | Trận | Thắng | Thắng A | Thua A | Thua | Điểm | Đối đầu | Điểm ván |
| -- | ---------------------- | ---- | ----- | ------- | ------ | ---- | ---- | ------- | -------- |
| 1  | Hikaru Nakamura        | 7    | 3     | 2       | 2      | 0    | 15   |         | 16,5     |
| 2  | Đinh Lập Nhân          | 7    | 3     | 2       | 2      | 0    | 15   |         | 16       |
| 3  | Magnus Carlsen         | 7    | 3     | 2       | 0      | 2    | 13   | 1       | 14,5     |
| 4  | Fabiano Caruana        | 7    | 3     | 2       | 0      | 2    | 13   | 0       | 14,5     |
| 5  | Ian Nepomniachtchi     | 7    | 1     | 2       | 1      | 3    | 8    |         | 13       |
| 6  | Alireza Firouzja       | 7    | 2     | 0       | 1      | 4    | 7    | 1       | 11,5     |
| 7  | Anish Giri             | 7    | 2     | 0       | 1      | 4    | 7    | 0       | 12,5     |
| 8  | Maxime Vachier-Lagrave | 7    | 1     | 0       | 3      | 3    | 6    |         | 13,5     |

Vòng loại trực tiếp
|  | Bán kết | Bán kết         | Bán kết |                |    | Chung kết       | Chung kết | Chung kết |  |
|  |         |                 |         |                |    |                 |           |           |  |
|  | 1       | Hikaru Nakamura | 4       |                |    |                 |           |           |  |
|  | 1       | Hikaru Nakamura | 4       |                |    |                 |           |           |  |
|  | 4       | Fabiano Caruana | 2       |                |    |                 |           |           |  |
|  | 4       | Fabiano Caruana | 2       |                | 1  | Hikaru Nakamura | 1½        |           |  |
|  |         |                 |         |                | 1  | Hikaru Nakamura | 1½        |           |  |
|  |         |                 | 3       | Magnus Carlsen | 2½ |                 |           |           |  |
|  | 2       | Đinh Lập Nhân   | 3       | Magnus Carlsen | 2½ | 1½              |           |           |  |
|  | 2       | Đinh Lập Nhân   |         |                |    |                 |           |           |  |
|  | 3       | Magnus Carlsen  | 2½      |                |    |                 |           |           |  |

### Lindores Abbey Challenge
12 kỳ thủ tham dự thi đấu vòng tròn một lượt 11 ván đấu. Top 8 đánh loại trực tiếp chọn ra nhà vô địch. Phân hạng ở vòng bảng dựa trên đối đầu.
Mỗi trận đấu vòng loại trực tiếp gồm 3 trận đấu nhỏ, mỗi trận đấu 4 ván cờ nhanh. Nếu hòa thi đấu một ván Armageddon phân định thắng thua.
Dubov vô địch sau khi thắng Nakamura 2–1 ở chung kết.
Vòng bảng
Vòng loại trực tiếp
|  | Tứ kết | Tứ kết          | Tứ kết | Tứ kết         | Tứ kết |    |                 | Bán kết       | Bán kết | Bán kết | Bán kết | Bán kết |  |  | Chung kết | Chung kết | Chung kết | Chung kết | Chung kết |  |
|  |        |                 |        |                |        |    |                 |               |         |         |         |         |  |  |           |           |           |           |           |  |
|  | 1      | Hikaru Nakamura | 3      | 3              |        |    |                 |               |         |         |         |         |  |  |           |           |           |           |           |  |
|  | 1      | Hikaru Nakamura | 3      | 3              |        |    |                 |               |         |         |         |         |  |  |           |           |           |           |           |  |
|  | 8      | Levon Aronian   | 2      | 1              |        |    |                 |               |         |         |         |         |  |  |           |           |           |           |           |  |
|  | 8      | Levon Aronian   | 2      | 1              |        | 1  | Hikaru Nakamura | 0             | 2½      | 3       |         |         |  |  |           |           |           |           |           |  |
|  |        |                 |        |                |        | 1  | Hikaru Nakamura | 0             | 2½      | 3       |         |         |  |  |           |           |           |           |           |  |
|  |        |                 | 5      | Magnus Carlsen | 3      | 1½ | 2               |               |         |         |         |         |  |  |           |           |           |           |           |  |
|  | 5      | Magnus Carlsen  | 5      | Magnus Carlsen | 3      | 1½ | 2               | 2½            | 2½      |         |         |         |  |  |           |           |           |           |           |  |
|  | 5      | Magnus Carlsen  |        |                |        |    |                 |               |         |         |         |         |  |  |           |           |           |           |           |  |
|  | 4      | Wesley So       | ½      | ½              |        |    |                 |               |         |         |         |         |  |  |           |           |           |           |           |  |
|  | 4      | Wesley So       | ½      | ½              |        | 1  | Hikaru Nakamura | 2½            | 1½      | 2       |         |         |  |  |           |           |           |           |           |  |
|  |        |                 |        |                |        |    |                 |               |         |         |         |         |  |  |           |           |           |           |           |  |
|  |        |                 | 7      | Daniil Dubov   | 1½     | 2½ | 3               |               |         |         |         |         |  |  |           |           |           |           |           |  |
|  | 3      | Dư Ương Y       | 7      | Daniil Dubov   | 1½     | 2½ | 3               | 3             | 1½      | 2½      |         |         |  |  |           |           |           |           |           |  |
|  | 3      | Dư Ương Y       |        |                |        |    |                 |               |         | 2½      |         |         |  |  |           |           |           |           |           |  |
|  | 6      | Đinh Lập Nhân   | 2      | 2½             | 2½     |    |                 |               |         |         |         |         |  |  |           |           |           |           |           |  |
|  | 6      | Đinh Lập Nhân   | 2      | 2½             | 2½     |    | 6               | Đinh Lập Nhân | 1½      | ½       |         |         |  |  |           |           |           |           |           |  |
|  |        |                 |        |                |        |    | 6               | Đinh Lập Nhân | 1½      | ½       |         |         |  |  |           |           |           |           |           |  |
|  |        |                 | 7      | Daniil Dubov   | 2½     | 2½ |                 |               |         |         |         |         |  |  |           |           |           |           |           |  |
|  | 7      | Daniil Dubov    | 7      | Daniil Dubov   | 2½     | 2½ | 3               | 2             | 3       |         |         |         |  |  |           |           |           |           |           |  |
|  | 7      | Daniil Dubov    |        |                |        |    |                 |               |         |         |         |         |  |  |           |           |           |           |           |  |
|  | 2      | Sergey Karjakin | 0      | 3              | 0      |    |                 |               |         |         |         |         |  |  |           |           |           |           |           |  |

### Chessable Masters
12 kỳ thủ tham dự chia làm hai bảng thi đấu vòng tròn hai lượt 10 ván đấu. Mỗi bảng chọn ra top 4, 8 kỳ thủ đánh loại trực tiếp chọn ra nhà vô địch. Phân hạng ở vòng bảng dựa trên đối đầu.
Mỗi trận đấu vòng loại trực tiếp gồm 3 trận đấu nhỏ, mỗi trận đấu 4 ván cờ nhanh. Nếu hòa thi đấu hai ván cờ chớp, nếu hòa tiếp sẽ chơi một ván Armageddon phân định thắng thua. Người xếp hạng cao hơn ở vòng bảng được chọn màu quân ván Armageddon.
Carlsen vô địch sau khi thắng Giri 2–0 ở chung kết.
Vòng bảng
Vòng loại trực tiếp
|  | Tứ kết | Tứ kết             | Tứ kết | Tứ kết        | Tứ kết |    |                    | Bán kết        | Bán kết | Bán kết | Bán kết | Bán kết |  |  | Chung kết | Chung kết | Chung kết | Chung kết | Chung kết |  |
|  |        |                    |        |               |        |    |                    |                |         |         |         |         |  |  |           |           |           |           |           |  |
|  | A1     | Magnus Carlsen     | 2½     | 2½            |        |    |                    |                |         |         |         |         |  |  |           |           |           |           |           |  |
|  | A1     | Magnus Carlsen     | 2½     | 2½            |        |    |                    |                |         |         |         |         |  |  |           |           |           |           |           |  |
|  | B4     | Fabiano Caruana    | ½      | ½             |        |    |                    |                |         |         |         |         |  |  |           |           |           |           |           |  |
|  | B4     | Fabiano Caruana    | ½      | ½             |        | A1 | Magnus Carlsen     | 3½             | 2½      |         |         |         |  |  |           |           |           |           |           |  |
|  |        |                    |        |               |        | A1 | Magnus Carlsen     | 3½             | 2½      |         |         |         |  |  |           |           |           |           |           |  |
|  |        |                    | B2     | Đinh Lập Nhân | 2½     | ½  |                    |                |         |         |         |         |  |  |           |           |           |           |           |  |
|  | A3     | Hikaru Nakamura    | B2     | Đinh Lập Nhân | 2½     | ½  | 1½                 | 4              | ½       |         |         |         |  |  |           |           |           |           |           |  |
|  | A3     | Hikaru Nakamura    |        |               |        |    |                    |                |         |         |         |         |  |  |           |           |           |           |           |  |
|  | B2     | Đinh Lập Nhân      | 2½     | 3             | 2½     |    |                    |                |         |         |         |         |  |  |           |           |           |           |           |  |
|  | B2     | Đinh Lập Nhân      | 2½     | 3             | 2½     |    | A1                 | Magnus Carlsen | 3½      | 2½      |         |         |  |  |           |           |           |           |           |  |
|  |        |                    |        |               |        |    |                    |                |         |         |         |         |  |  |           |           |           |           |           |  |
|  |        |                    | B1     | Anish Giri    | 2½     | 1½ |                    |                |         |         |         |         |  |  |           |           |           |           |           |  |
|  | A2     | Vladislav Artemiev | B1     | Anish Giri    | 2½     | 1½ | ½                  | ½              |         |         |         |         |  |  |           |           |           |           |           |  |
|  | A2     | Vladislav Artemiev |        |               |        |    |                    |                |         |         |         |         |  |  |           |           |           |           |           |  |
|  | B3     | Ian Nepomniachtchi | 2½     | 2½            |        |    |                    |                |         |         |         |         |  |  |           |           |           |           |           |  |
|  | B3     | Ian Nepomniachtchi | 2½     | 2½            |        | B3 | Ian Nepomniachtchi | 1              | 2½      | 2½      |         |         |  |  |           |           |           |           |           |  |
|  |        |                    |        |               |        | B3 | Ian Nepomniachtchi | 1              | 2½      | 2½      |         |         |  |  |           |           |           |           |           |  |
|  |        |                    | B1     | Anish Giri    | 3      | 1½ | 3½                 |                |         |         |         |         |  |  |           |           |           |           |           |  |
|  | A4     | Alexander Grischuk | B1     | Anish Giri    | 3      | 1½ | 3½                 | 3½             | 1       |         |         |         |  |  |           |           |           |           |           |  |
|  | A4     | Alexander Grischuk |        |               |        |    |                    |                |         |         |         |         |  |  |           |           |           |           |           |  |
|  | B1     | Anish Giri         | 3½     | 3             |        |    |                    |                |         |         |         |         |  |  |           |           |           |           |           |  |

### Legends of Chess
Giải đấu này có 10 kỳ thủ tham dự, giảm hai người so với hai giải trước đó. Ngoài 4 kỳ thủ vào bán kết giải Chessable trước đó (Carlsen, Giri, Đinh và Nepomniachtchi), 6 kỳ thủ còn lại là những kỳ thủ trên 40 tuổi, có nhiều thành tích phù hợp với tên giải đấu Legends (các huyền thoại). Đó là Boris Gelfand, Vasyl Ivanchuk, Viswanathan Anand, Vladimir Kramnik, Peter Svidler và Peter Leko. Trong 6 kỳ thủ này có hai vua cờ (Anand và Kramnik), ba á quân thế giới (Gelfand, Ivanchuk và Leko) và một nhà vô địch Cúp thế giới (Svidler).
Thể thức của giải đấu này quay trở lại giống như giải Magnus Carlsen Invitational đầu tiên của tour đấu. 10 kỳ thủ thi đấu vòng tròn một lượt 9 vòng. Mỗi trận đấu gồm 4 ván đấu cờ nhanh, nếu hòa sẽ phân định thắng thua bằng một ván cờ Armageddon. Sau vòng bảng, 4 kỳ thủ dẫn đầu vào thi đấu bán kết và chung kết. Carlsen lần thứ ba lên ngôi vô địch trong tour đấu sau khi thắng Nepomniachtchi 2–0 ở chung kết.
Vòng bảng
Vua cờ Carlsen toàn thắng cả chín trận, giành 25/27 điểm tối đa. Ngoài Carlsen, Nepomniachtchi, Giri và Svidler là những kỳ thủ lọt vào bán kết. Trong số này chỉ mình Svidler thuộc nhóm "huyền thoại". Ba kỳ thủ còn lại đều dự giải bằng thành tích vào bán kết của giải Chessable.
| TT | Kỳ thủ             | Trận | Thắng | Thắng A | Thua A | Thua | Điểm | Điểm ván |
| -- | ------------------ | ---- | ----- | ------- | ------ | ---- | ---- | -------- |
| 1  | Magnus Carlsen     | 9    | 7     | 2       | 0      | 0    | 25   | 23       |
| 2  | Ian Nepomniachtchi | 9    | 4     | 3       | 2      | 0    | 20   | 20,5     |
| 3  | Anish Giri         | 9    | 5     | 1       | 1      | 2    | 18   | 18       |
| 4  | Peter Svidler      | 9    | 4     | 1       | 0      | 4    | 14   | 17,5     |
| 5  | Vasyl Ivanchuk     | 9    | 2     | 2       | 3      | 2    | 13   | 18,5     |
| 6  | Vladimir Kramnik   | 9    | 3     | 1       | 1      | 4    | 12   | 16,5     |
| 7  | Boris Gelfand      | 9    | 2     | 2       | 1      | 4    | 11   | 15       |
| 8  | Đinh Lập Nhân      | 9    | 3     | 0       | 0      | 6    | 9    | 14       |
| 9  | Viswanathan Anand  | 9    | 1     | 0       | 4      | 4    | 7    | 14,5     |
| 10 | Peter Leko         | 9    | 0     | 2       | 2      | 5    | 6    | 15,5     |

Vòng loại trực tiếp
|  | Bán kết | Bán kết            | Bán kết | Bán kết            | Bán kết |   |                | Chung kết | Chung kết | Chung kết | Chung kết | Chung kết |  |
|  |         |                    |         |                    |         |   |                |           |           |           |           |           |  |
|  | 1       | Magnus Carlsen     | 2½      | 2½                 |         |   |                |           |           |           |           |           |  |
|  | 1       | Magnus Carlsen     | 2½      | 2½                 |         |   |                |           |           |           |           |           |  |
|  | 4       | Peter Svidler      | ½       | ½                  |         |   |                |           |           |           |           |           |  |
|  | 4       | Peter Svidler      | ½       | ½                  |         | 1 | Magnus Carlsen | 4         | 2½        |           |           |           |  |
|  |         |                    |         |                    |         | 1 | Magnus Carlsen | 4         | 2½        |           |           |           |  |
|  |         |                    | 2       | Ian Nepomniachtchi | 2       | ½ |                |           |           |           |           |           |  |
|  | 2       | Ian Nepomniachtchi | 2       | Ian Nepomniachtchi | 2       | ½ | 2½             | 3         | 3½        |           |           |           |  |
|  | 2       | Ian Nepomniachtchi |         |                    |         |   |                |           |           |           |           |           |  |
|  | 3       | Anish Giri         | ½       | 4                  | 2½      |   |                |           |           |           |           |           |  |

### Tour Finals
Kỳ thủ tham dự
Giải đấu này gồm 4 kỳ thủ vô địch 4 giải đấu trước đó. Carlsen và Dubov đã giành hai vé. Do Carlsen vô địch ba giải đấu nên hai suất còn lại dành cho những kỳ thủ có thành tích xuất sắc nhất ở chuỗi giải. Điểm số được tính: á quân 10 điểm, bán kết 7 điểm và tứ kết 3 điểm. Hai suất này thuộc về Nakamura và Đinh.
| Kỳ thủ          | MC-Invitational | Lindores Abbey | Chessable Masters | Legends of Chess | Tổng điểm       |
| --------------- | --------------- | -------------- | ----------------- | ---------------- | --------------- |
| Magnus Carlsen  | Vô địch         | 7              | Vô địch           | Vô địch          | Vô địch (3 lần) |
| Daniil Dubov    | X               | Vô địch        | 0                 | X                | Vô địch         |
| Hikaru Nakamura | 10              | 10             | 3                 | X                | 23              |
| Đinh Lập Nhân   | 7               | 7              | 7                 | 0                | 21              |

Vòng loại trực tiếp
4 kỳ thủ dự giải chia cặp đấu loại trực tiếp bán kết và chung kết. Mỗi cặp đấu bán kết có thể kéo dài đến 5 trận, chung kết 7 trận, thay vì 3 như những giải trước.
Carlsen thua ngay trận đầu tiên ở bán kết trước Đinh, kết thúc chuỗi 19 trận thắng liên tiếp tại chuỗi giải. Nakamura thắng Dubov 3 trận trắng, giành vé đầu tiên vào chung kết. Carlsen sau đó cũng thắng Đinh 3–1 để gặp Nakamura ở chung kết. Carlsen vô địch sau khi vượt qua Nakamura 4–3 tại chung kết
|  | Bán kết | Bán kết         | Bán kết         | Bán kết | Bán kết | Bán kết | Bán kết |   |                | Chung kết | Chung kết    | Chung kết | Chung kết | Chung kết | Chung kết | Chung kết | Chung kết | Chung kết |
|  |         |                 |                 |         |         |         |         |   |                |           |              |           |           |           |           |           |           |           |
|  | 1       | Magnus Carlsen  | 3½              | 2½      | 2½      | 3½      |         |   |                |           |              |           |           |           |           |           |           |           |
|  | 4       | Đinh Lập Nhân   | 3½              | ½       | ½       | 2½      |         |   |                |           |              |           |           |           |           |           |           |           |
|  | 4       | Đinh Lập Nhân   | 3½              | ½       | ½       | 2½      |         | 1 | Magnus Carlsen | 1½        | 3½           | 2½        | 2½        | 3         | 3         | 3½        |           |           |
|  |         |                 |                 |         |         |         |         | 1 | Magnus Carlsen | 1½        | 3½           | 2½        | 2½        | 3         | 3         | 3½        |           |           |
|  |         | 3               | Hikaru Nakamura | 2½      | 2½      | 3½      | 1½      | 4 | 1              | 3½        |              |           |           |           |           |           |           |           |
|  | 2       | 3               | Hikaru Nakamura | 2½      | 2½      | 3½      | 1½      | 4 | 1              | 3½        | Daniil Dubov | 2½        | 1         | 1½        |           |           |           |           |
|  | 2       |                 |                 |         |         |         |         |   |                |           | Daniil Dubov | 2½        | 1         | 1½        |           |           |           |           |
|  | 3       | Hikaru Nakamura | 3½              | 3       | 2½      |         |         |   |                |           |              |           |           |           |           |           |           |           |